# Rhododendron blumei
Rhododendron blumei är en ljungväxtart som beskrevs av Thomas Nuttall. Rhododendron blumei ingår i släktet rododendron, och familjen ljungväxter. Inga underarter finns listade i Catalogue of Life.